# Айртон, Генри
Генри Айртон (англ. Henry Ireton, 1611, Аттенборо — 1651, Лимерик) — английский генерал.

## Биография
Изучал право в Тринити-колледже Оксфорда; в начале гражданской войны примкнул к парламентской армии, где вскоре выдвинулся и стал любимцем Кромвеля. Незадолго до битвы при Незби он был назначен полковником, а непосредственно накануне битвы Кромвель поручил ему командование левым крылом; это крыло было совершенно разбито энергичным напором принца Руперта и Айртон был взят в плен, но освобождён после того, как Кромвель одержал победу.
В 1646 году он женился на дочери Кромвеля. В переговорах армии с парламентом и королём играл видную роль, как хороший законовед; он требовал неотложного суда над королём и был в числе убежденных сторонников его казни. Полк Айртона, произведённого Кромвелем в генерал-майоры, последовал за протектором в ирландскую экспедицию. После ухода Кромвеля в Шотландию Айртон в качестве главнокомандующего был уже близок к покорению Ирландии, но умер во время осады Лимерика от истощения. Его смерть сильно огорчила протектора, который в суровом генерале потерял одного из своих лучших полководцев и убеждённейшего сторонника.
После реставрации Стюартов его тело было выкопано из земли, казнено и похоронено под виселицей.
Был женат на Бриджит Кромвель — дочери Оливера Кромвеля.